# Pauline Chaponnière-Chaix
Pauline Chaponnière-Chaix, född 1850, död 1934, var en belgisk kvinnorättsaktivist och sjuksköterska. Hon var ordförande för International Council of Women 1920–1922. 